# Synagris maxillosa
Synagris maxillosa är en stekelart som beskrevs av Henri Saussure 1863. Synagris maxillosa ingår i släktet Synagris och familjen Eumenidae. Utöver nominatformen finns också underarten S. m. bequaerti.